# Wolfgang Meixner
Wolfgang Meixner (* 9. Oktober 1961 in Jenbach) ist österreichischer Historiker und ehemaliger Vizerektor für Personal der Universität Innsbruck.

## Leben
Wolfgang Meixner besuchte von 1967 bis 1974 die sechsstufige Primarschule in Rapperswil im schweizerischen Kanton St. Gallen und von 1974 bis 1977 die Hauptschule in seinem Geburtsort Jenbach in Tirol. Dann war er am Bundesoberstufenrealgymnasium in Schwaz, wo er 1982 die Matura ablegte. Es folgte das Studium der Volkskunde/Europäische Ethnologie und „gewählte Fächer“ mit Schwerpunkt Sozialgeschichte an der Universität Innsbruck, das er 1989 mit der Diplomarbeit „Zur Entstehung des ‚Tiroler Volkskunstmuseums’ in Innsbruck, aus gewerbe- und fremdenverkehrsfördernden sowie heimatschützerischen Intentionen“ abschloss. Es folgte ein Doktoratsstudium an der Geisteswissenschaftlichen Fakultät der Universität Innsbruck. Von 1994 bis 1997 war er halbbeschäftigter Vertragsassistent und seither Universitätsassistent an der Abteilung für Wirtschafts- und Sozialgeschichte am Institut für Geschichte der Universität Innsbruck. 2001 wurde er mit der Dissertation „Aspekte des Sozialprofils österreichischer Unternehmer im 19. Jahrhundert: regionale und soziale Mobilität“ zum Dr. phil. promoviert. Ab 2005 war er Vorsitzender des Betriebsrates für das wissenschaftliche Personal an der Universität Innsbruck. Von Oktober 2007 bis 29. Februar 2020 war er hauptamtlicher Vizerektor für Personal der Universität Innsbruck.

## Wirken
Die Forschungsthemen von Wolfgang Meixner reichen von der Geschichte der österreichischen Unternehmer im 19. und frühen 20. Jahrhundert über die „Arisierung“ und Rückstellung jüdischer Tiroler Industriebetriebe bis zur Agrargeschichte und Tourismusgeschichte Tirols. In seinem Habilitationsprojekt beschäftigt Meixner sich mit Geschichte der österreichischen Autobahnen ab 1945. Als Kurator wirkte Meixner an zahlreichen Ausstellungen mit, unter anderem an „Die Roten am Land“ im Museum Industrielle Arbeitswelt in Steyr (1989), „vertikal. Die Innsbrucker Nordkette. Eine Ausstellung in der Stadt“ des Österreichischen Alpenvereins/Alpenvereinsmuseum und der Tiroler Landesausstellung 2005. Außerdem ist er Korrespondent der in Bozen erscheinenden historischen Fachzeitschrift Geschichte und Region/Storia e regione.